# Balkan Baroque
Balkan Baroque
Marina Abramović, 1997

Soloperformance auf der Biennale Venedig, 4 Tage und 6 Stunden; 3-Kanal-Video, Knochen, Kupfereimer, Kupferwanne, Wasser

Balkan Baroque war eine Performance der in Belgrad, ehemals Jugoslawien, geborenen Künstlerin Marina Abramović, die 1997 bei der 47. Biennale di Venezia aufgeführt wurde. Die Künstlerin saß dabei mit Kupferwanne und -eimer auf einem großen Berg Rinderknochen und reinigte diese, wobei sie jugoslawische Totenlieder sang und im Hintergrund Videoaufnahmen gezeigt wurden. Die Performance wurde mit dem Goldenen Löwen der Biennale ausgezeichnet. Mit dem Werk wollte die Künstlerin die Traurigkeit über den Zerfall ihrer Heimat und die vielen Toten der Jugoslawienkriege ausdrücken.

## Beschreibung
Die Performance Balkan Baroque lief über einen Zeitraum von vier Tagen, an denen die Künstlerin jeweils sechs Stunden auf einem Berg aus 1500 frischen, teilweise noch blutigen Rinderknochen saß und diese mit einer Bürste und Wasser aus einem Kupfereimer und einer Kupferwanne von den noch vorhandenen Fleischresten reinigte. Sie sang dabei durchgehend jugoslawische Volkslieder, wobei sie jeden Tag jeweils ein Totenlied aus den unterschiedlichen Teilrepubliken wählte.
Im Hintergrund wurden über ein 3-Kanal-Videosystem Brustvideos ihrer Eltern gezeigt, die eine Eigenaufnahme der Künstlerin flankieren. Der Film mit ihr zeigte sie in einer Videoschleife, in der sie abwechselnd in einem weißen, wissenschaftlich anmutenden Laborkittel erklärt, wie man auf dem Balkan die sogenannten „Wolfsratten“ heranzieht und so Rattenplagen begegnet, und in einem schwarzen Kleid zu jugoslawischer Volksmusik tanzt.

## Hintergrund und Deutung
Die Performance entstand vor dem Hintergrund der Jugoslawienkriege zwischen den verschiedenen Teilrepubliken des Landes, die von 1991 beginnend eskalierten und schließlich 2003 zu einer Auflösung Jugoslawiens in eine Reihe von Nachfolgestaaten führten. Vor allem die schweren militärischen Auseinandersetzungen im Kroatienkrieg zwischen kroatischen und serbischen Armeen und dem Bosnienkrieg im heutigen Bosnien und Herzegowina (beide 1991–1995) führten zu massiven Umwälzungen in der Region und kosteten insgesamt etwa 300.000 Menschen das Leben.
Marina Abramović ist gebürtige Jugoslawin und versuchte in der Performance, den Zerfall ihres Heimatlandes und die damit zusammenhängenden Gräuel zu verarbeiten. Sie knüpft damit an ihre Theaterperformance Delusional aus dem Jahr 1994 an, in der sie vor allem die Hilflosigkeit und den Zorn über die Geschehnisse darstellt. In Balkan Baroque rückte dagegen die Traurigkeit über den nicht mehr zu ändernden Zustand des Zerfalls nach den Kriegen in den Vordergrund. Die Verarbeitung des Verlustes und der vielen Opfer, die durch die frischen und noch blutigen Knochen symbolisiert wurden, sollten durch die Waschung der einzelnen Knochen zum Zentrum des Kunstwerks werden. Verstärkt wurde dieser Bezug durch die Wahl der Lieder, die sie bei der Waschung sang; es handelte sich durchweg um Totenlieder, die traditionell von Klageweibern auf Beerdigungen gesungen werden.
Einen persönlichen Bezug bekam die Performance durch die Videoinstallation, die Abramović zwischen ihren Eltern zeigte. Beide Elternteile waren politisch aktiv, ihr Vater Vojo Abramović war Kommandant und wurde zum Volkshelden, ihre Mutter war Majorin in der Armee und später Direktorin am Museum für die Revolution und Kunst in Belgrad.

## Nachwirken
Balkan Baroque ist heute eines der bekanntesten Werke Marina Abramovićs. Den Titel Balkan Baroque übernahm entsprechend auch der Regisseur Pierre Coulibeuf für seinen 1999 produzierten Film über die Künstlerin. Das Drehbuch für den Film entstand gemeinsam mit Marina Abramović und sie stellte sich selbst im Film dar.

## Belege
1. ↑  Balkan Baroque, 1999: Film, Statement und Porträt von Pierre Coulibeuf.
2. ↑   Porträt der Künstlerin bei culturebase.net (Memento vom 26. August 2007 im Internet Archive).
3. ↑  Eintrag in der Internet Movie Database für Marina Abramović.